# Hexachlamys
Hexachlamys es un género con trece especies de plantas con flores de la familia Myrtaceae. Es originario de Brasil hasta el norte de Argentina.y en algunas ocasiones en Guatemala     

## Especies
- Hexachlamys edulis (O.Berg) Kausel & D.Legrand, Darwiniana 9: 302 (1950).
- Hexachlamys emerichii Mattos, Loefgrenia 78: 2 (1983).
- Hexachlamys geraensis D.Legrand & Mattos, Loefgrenia 62: 3 (1974).
- Hexachlamys hamiltonii Mattos, Loefgrenia 11: 1 (1963).
- Hexachlamys handroi Mattos, Loefgrenia 1: 1 (1961).
- Hexachlamys humilis O.Berg, Linnaea 27: 345 (1856).
- Hexachlamys itararensis Mattos, Loefgrenia 53: 1 (1971).
- Hexachlamys legrandii Mattos, Loefgrenia 62: 2 (1974).
- Hexachlamys macedoi D.Legrand, Loefgrenia 55: 1 (1972).
- Hexachlamys minarum Mattos & D.Legrand, Loefgrenia 67: 13 (1975).
- Hexachlamys rojasiana (D.Legrand) D.Legrand, Loefgrenia 55: 2 (1972).
- Hexachlamys sehnemiana (Mattos) Mattos, Loefgrenia 78: 3 (1983).
- Hexachlamys toledoi Mattos, Arq. Bot. Estado São Paulo 4: 277 (1970).